# Arak (Iran)
Arāk (in persiano اراک‎ · ), già nota come Solṭānābād, è una città dell'Iran, centro amministrativo della provincia di Markazi. Nel 2006 aveva una popolazione di 438 338 abitanti.

## Storia
Arak è stata costruita sulle rovine di un piccolo villaggio chiamato Daskerah, che venne distrutto durante l'invasione mongola della Persia. L'odierna Arak è una città relativamente nuova, tra terre fertili, ristabilita nel 1795, e la sua toponomastica basica, edilizia amministrativa, monumentale e di rappresentanza è stata completata nel 1852. La nuova città venne fondata e finanziata durante l'era della dinastia Qajar dal georgiano Yūsef Khān Gorji, un signore della guerra georgiano filo-iraniano che ricevette asilo da parte di Agha Mohammad Khan (in persiano: محمد خان قاجار) (1742-1797) in seguito ad una disputa territoriale con i suoi cugini che erano sostenuti dall'imperatrice Caterina II di Russia.
Nel periodo tra il 1795 e il 1797, Yusef Khan-e Gorji, rinominato Yūsef Khān-e Sepahdar dallo Scià, stabilì la sua armata nel territorio, fertile ma poco controllato, che in seguito sarebbe divenuto l'attuale Arak. Tribù ostili in questa regione conducevano operazioni in disprezzo dell'autorità Qajar. Con l'approvazione dello scià persiano, Yūsuf Khān deviò il corso del principale fiume, per espellere gli insorti e costruì la fortezza di Solṭānābād, nota anche come Baladeh, una fortezza di guerra che avrebbe tamponato i loro attacchi e che in futuro sarebbe diventata il nucleo fondativo della città di Arak. Il coordinamento della forza militare di Yūsuf Khān venne stabilito in questa regione, rinominata "Iraq persiano" (ʿIrāq-e Ajam) (عراق عجم), che nei tempi antichi denotava la "terra piana e soave". Secondo gli storici, Yūsuf Khān costruì Arak con fondi del proprio patrimonio e con l'aiuto di facoltose personalità del luogo e della Georgia.
Il villaggio sarebbe rimasto una base militare e fortezza fino al 1892. La fortezza di Solṭānābād aveva spessi muri circondati da larghi fossati, profondi 7 metri. Vennero costruite otto torri attorno al villaggio e innalzato un edificio governativo nel suo settore nord. Nel 1891 il governatore Eʿtemād-ol Salṭāneh Mīrzā Hasan, fece restaurare tutte le botteghe, giardini e gli edifici governativi nel centro e sobborghi di Solṭānābād, ed assieme ai proprietari di attività e industrie dai villaggi circostanti, si stabilì in Arak. Grosse porzioni del villaggio vennero annesse come proprietà personali dai comandanti militari preesistenti, anche se in definitiva vennero ceduti allo Stato iraniano nel periodo 1918-1922. L'evoluzione del nome moderno della località proviene dalla fortezza Solṭānābād, a Solṭānābād, poi a ʿIrāq-e Ajam (Iraq persiano), e finalmente al suo nome attuale, Arak, nel 1938.
Sotto il governo di Reza Shah Pahlavi, vennero costruita una linea ferroviaria che, partendo a nord da Teheran, puntava verso Qom, passava per Arak, proseguiva per Khorrāmābād e in seguito Dezful fino ad arrivare al Golfo Persico. Successivamente venne costruito un oleodotto nord-sud, che attraversava la zona, diretto verso lo stesso Golfo, e l'interazione tra queste infrastrutture portò al rapido sviluppo industriale della città. L'edilizia, il restauro e la ricostruzione di monumenti antichi in Arak venivano eseguiti con grande cura durante la dinastia dei Pahlavi, fatto che portò molti a speculare attorno a una possibile designazione come futura capitale dell'Iran.

### Edifici storici e architettura pregiata
- Bazaar
- Hammame Charfasl
- Borj-e shishe (torre di vetro) - questo edificio si trova nella via Adabjoo ed è stato danneggiato.
- Baghe Nezām Lashgar (Esmaeili)
- Saraye Mehr (nel Bazaar)
- Museo Solṭānābād

### Monumenti e luoghi d'interesse
- Shahre-bazi Laleh
- Sofre-khāne Kouhestan
- Parco Amīrkabīr
- Parco Jangali
- Bagh-e Vahsh
- Pol-e doab
- Darrh-e Gerdou
- Mouze-ye Charfasl
- Sara-ye Mehr
- Mouse-ye Sanaie Dasti
- Mojtamaʿ-e Tafrihi-ye Amīrkabīr
- Sorgenti minerali di chepeghli
- Città Senejane

## Ubicazione e dintorni
Arak si trova alle coordinate 34°04′48″N 49°42′00″E. La città è circondata da montagne al sud, ovest, ed est. 
Arak si trova nei pressi di altre due città importanti: Qom ed Esfahan. La sua altitudine media è di 1.750 metri sul livello del mare, e si trova ad una distanza di 260 km dalla capitale Teheran.
Arak è servita dall'omonimo aeroporto internazionale.

## Geografia fisica

### Clima
In genere Arak ha un clima steppico freddo moderato, relativamente più fresco ed asciutto rispetto alla parte meridionale dell'Iran. L'estate si distingue per essere calda e secca; l'autunno è ventoso e fresco; l'inverno è piuttosto freddo e possono verificarsi nevicate; le temperature primaverili sono di un tepore gradevole. La temperatura massima può raggiungere i 35 gradi Celsius in estate e scendere a -25 °C in inverno. Le medie delle precipitazioni annuali sono attorno ai 300 mm e la media annua dell'umidità relativa è del 50%.

## Industrie
Arak è uno dei principali centri industriali dell'Iran, possiede molti impianti dell'industria pesante, specialmente per la fusione, forgiatura e lavorazione dei metalli, oltre ad altre industrie di macchinari, che includono:
- Industrie Machin Sazi Arak (MSA) e AZAR AB (che producono materiali pesanti come boiler e reattori chimici)
- Wagon Pars (locomotive e vagoni ferroviari)
- Iranian Aluminium Company (IrAlCo)
- HEPCO (veicoli pesanti per la costruzione di strade)
- Petrochemical raffinerie di petrolio ed industrie collegate
- Navard Aluminum
- Iran Combine Manufacturing Company (Combine-sazi-e Iran)
- Arak Oil Refinery Company, (Palayesh gaahe nafte arak), su saorc-ir.com. URL consultato il 26 settembre 2009 (archiviato dall'url originale il 5 marzo 2007).
- Compagnia Petrolchimica di Arak (archiviato dall'url originale il 13 maggio 2008). (ARPC)
- Impianto per la produzione di acqua pesante 34°22′12″N 49°14′42″E
- Impianto per la produzione di combustibili fossili
- Reattore nucleare ad acqua pesante di bassa potenza (> 40 megawatt) (IR-40). 34°22′24.28″N 49°14′26.81″E

## Università
- Facoltà di medicina di Arak
- Università iraniana di scienze e tecnologia, Arak Campus
- (EN) Università di Arak, su araku.ac.ir. URL consultato il 28 settembre 2009 (archiviato dall'url originale il 1º settembre 2009).
- (EN) Università islamica Azad di Arak, su srbiau.ac.ir. URL consultato il 28 settembre 2009 (archiviato dall'url originale il 3 marzo 2009).

## Società

### Evoluzione demografica
La popolazione di questa città differisce leggermente rispetto alle etnie iraniche del resto del paese. Include persiani e il popolo Lurs. Durante l'era Safavid, ad Arak si stabilirono molti armeni, ma il loro numero è diminuito in seguito ad una sostenuta emigrazione verso la capitale Teheran.

## Agricoltura e manifatture
I principali prodotti agricoli sono graminacee come il frumento e l'orzo, ma anche frutta tra cui uva, mele, noci e mandorle.
Arak inoltre produce ed esporta tappeti persiani tessuti a mano che vengono definiti "tappeti Sarug", dal nome del piccolo villaggio fuori città, in modo da evitare confusioni con altri tappeti manifatturati invece in Iraq.